# Crossville (Alabama)
Crossville é uma cidade  localizada no estado americano do Alabama, no Condado de DeKalb.

## Demografia
Segundo o censo americano de 2000, a sua população era de 1431 habitantes.
Em 2006, foi estimada uma população de 1459, um aumento de 28 (2.0%).

## Geografia
De acordo com o United States Census Bureau, a localidade tem uma área de 15,6 km², sem área coberta por água. Crossville localiza-se a aproximadamente 367 m acima do nível do mar.

## Localidades na vizinhança
O diagrama seguinte representa as localidades num raio de 24 km ao redor de Crossville.